# Val Demone
Il Val Dèmone - talora indicato come Valdemone, Vallo di Dèmona o Val Dèmona - era uno dei valli (o reali dominii al di là del Faro) in cui era suddivisa la Sicilia dalla dominazione musulmana al periodo borbonico.

## Origine del nome
L'origine del nome di questo vallo resta incerta e frastellata di fantasiose paretimologie.
Il termine appare per la prima volta nella forma Dimnsac risale al 902 in occasione della caduta di un villaggio con tale denominazione, insieme a Taormina ed altre città. Alla fine dell'XI secolo invece appare per la prima volta la definizione di valle Deminæ.
Diverse sono state quindi le posizioni in merito all'origine di Dimnsac-Deminæ. Secondo lo studioso e orientalista Michele Amari sarebbero da ricercare nella lingua greca. Significativo il fatto che una gola presso Rometta, capitale del thema di Sikelia non ancora dissolto, viene chiamata in un documento del 963 "Dimnasc" (la quale pronuncia sarebbe dimnaʃ).
Altre ipotesi portano l'etimologia su una leggenda che indicherebbe l'Etna come abitato da demoni e vorrebbe il vulcano come un punto d'accesso agli inferi, da ciò il territorio sarebbe stato detto Vallis Dæmonorum; e infine c'è stato anche chi ha avanzato una presunta ipotesi – testimoniata da ritrovamenti archeologici – da Lacedemoni, gli abitanti di Sparta.
L'ipotesi più fondata appare essere quella in base a cui l'etimo viene riferito all'antica diakratesis di Demenna, che fu sede amministrativa bizantina e città natale del monaco San Filippo.

## Storia
Il Vallo Dèmone è la prima entità amministrativa riconosciuta come vallo di cui si ha testimonianza in un diploma del Malaterra datato alla fine dell'XI secolo. In tale manoscritto si fa riferimento al valle Deminæ quale l'area in cui si erano rifugiati i cristiani durante l'occupazione islamica della Sicilia e ivi trovati durante il secondo sbarco di Ruggero in Sicilia (1060). Tale definizione però probabilmente definiva un territorio circoscritto, non oltre la diakratèsis urbana, sebbene costituiva già una sorta di "embrione" dell'amministrazione provinciale che avrebbero caratterizzato piuttosto il secolo successivo. La prima descrizione della estensione di un vallo si ha del Val Demone nel 1154 come iqrim (sic!, anziché il corretto iqlīm) di Dimasc nel Libro di Ruggero di Idrisi e genericamente si ritiene che tale sia anche la data della sua formalizzazione: in questo periodo esso dovette comprendere inizialmente i territori bizantini della cuspide nord-orientale dell'isola, corrispondente all'area montuosa dell'attuale Provincia di Messina e ai territori più isolati lungo le fiancate dell'Etna e le città di Caronia e Catania dovettero costituire i vertici dell'immaginario triangolo costituito dal vallo. La documentazione del vallo, successiva al 1130, anno di fondazione del Regno di Sicilia da parte di Ruggero II, allude alla necessità di amministrare meglio il Regno consolidato, accorpando le varie concessioni militari elargite durante il periodo della conquista.
Originariamente il Vallo dovrebbe aver avuto sede nella scomparsa città di Demona o Demenna, la cui esistenza è in realtà solo ipotetica e dovuta all'analisi dei documenti compresi tra il X e il XII secolo, ma nel 1154 la città-fortezza dovette già essere abbandonata o perlomeno rinominata se l'Idrisi non ne fa menzione. Sulla localizzazione di Demona sono state addotte diverse teorie, tra cui San Marco d'Alunzio o Monforte San Giorgio. Si può ipotizzare che la città preposta ad intendere il Vallo fosse in seguito divenuta Messina per la sua importanza acquisita sin dai privilegi di epoca normanna, tuttavia la presenza di una carica analoga al giustiziere - lo stratigoto - nella città dello Stretto potrebbe indurre a credere che così non fosse. Tuttavia tale figura non necessariamente doveva entrare in conflitto con le funzioni del Vallo.
Nel 1217 viene istituito il giustizierato di Milazzo il quale sottrae la regione settentrionale e probabilmente anche le Isole Eolie all'intendenza del Vallo. Sotto la riforma federiciana viene ridimensionata la sua funzione amministrativa, ma mantiene il titolo di Vallo. Dopo il 1282 viene accorpato con i valli di Castrogiovanni e di Milazzo. Quest'ultimo verrà sottratto al sistema dei tre valli nel 1302, quando farà parte del giustizierato di Messina e il Vallo assumerà il titolo di Vallo di Demona e di Castrogiovanni, mantenendolo per circa un secolo.
Nel corso del XIV secolo si dovette estendere a occidente, fino al limite naturale dell'Imera settentrionale, per comprendere un territorio di circa 5.000 km², includendo ad ovest Cefalù e a sud il territorio di Troina e Nicosia. Sulla posizione di Catania all'interno di detto Vallo molteplici sono le posizioni. Di fatto la città appare nelle planimetrie cinquecentesche della Sicilia pertinente al Val Demone e solo di rado - in una edizione del XIX secolo - pertinente al Val di Noto. La città sarebbe stata, secondo l'Amico, collocata tra gli antichi Val di Noto e Val Demone e attribuita talora al primo vallo e talora al secondo.
Il Vallo riacquisterà la sua singolarità e il titolo originario nel 1403 con la riforma di Martino I che scinderà il Val Demone dal Val di Castrogiovanni (questo verrà invece accorpato al Vallo di Girgenti) e dalla riforma amministrativa del XVI secolo adottata da Marcantonio Colonna verrà suddiviso in più comarche. La sua forma rimarrà quasi invariata (l'eccezione sarà costituita quasi dalla sola Catania) fino alla riforma prevista dalla Costituzione siciliana del 1812. La suddivisione della Sicilia nei tre Valli ebbe infatti termine il 1º gennaio 1818, quando la riforma territoriale del Regno divise l'isola in sette valli minori o provincie. A seguito della riforma il vecchio Val Demone venne quasi a coincidere con l'attuale provincia di Messina.

## Localizzazione
Esteso a coprire quasi per intero l'attuale Provincia di Messina e l'areale del Monte Etna, il Vallo era un cuneo proteso sul mare, la cui punta, insinuata tra i mari Tirreno e Ionio, chiude nello Stretto di Messina. Nel corso della prima metà del XIII secolo comprenderà la porzione del Regno
(Lodovico Bianchini)
Tale perimetro viene a cambiare nel corso dei secoli: l'annessione del Vallo di Castrogiovanni (corrispondente circa all'attuale Provincia di Enna) estese i confini fino ai territori controllati dalla città Piazza; la posizione di Catania invece non fu mai definitiva, essendo detta città a cavallo tra il Val Demone e il Val di Noto. La linea di confine fu talora il fiume Dittaino o il Simeto, talora il fiume Amenano o il Longane. Nell'ultimo caso Catania, solitamente considerata la punta meridionale del triangolo ipotetico del Vallo, era annessa invece al Vallo di Noto e pertanto capitava che fosse inserita nell'uno o l'altro vallo a seconda del tracciato amministrativo relativo alla riforma del momento.

## Geografia
Il territorio un tempo occupato dal Vallo è caratterizzato da rilievi montuosi, principalmente i Nebrodi, e una ricca presenza di sorgive. La maggiore altura è costituita dall'Etna, quasi sempre per intero all'interno del Vallo. L'ambiente permette una massiccia presenza boschiva. I principali laghi si trovano nella zona settentrionale. Dal punto di vista geologico questa è la regione più complessa dell'Isola, trovandosi a nord la grande massa di conglomerati e strati sedimentari dei Nebrodi, mentre le principali manifestazioni vulcaniche dell'Isola sono concentrate quasi esclusivamente nell'areale di detto Vallo. L'antropizzazione è diffusa in una miriade di piccoli centri arroccati e le principali città risultano essere distribuite esclusivamente lungo i confini del Vallo.